# Caitlin Leverenz
Caitlin Leverenz, född 26 februari 1991 i Tucson i Arizona, är en amerikansk simmare.
Leverenz blev olympisk bronsmedaljör på 200 meter medley vid sommarspelen 2012 i London.